# یوری دوپین
یوری دوپین (روسی: Юрий Юрьевич Дюпин؛ زادهٔ ۱۷ مارس ۱۹۸۸) بازیکن فوتبال اهل روسیه است.
از باشگاه‌هایی که در آن بازی کرده‌است می‌توان به باشگاه فوتبال آنژی مخاچ‌قلعه و باشگاه فوتبال زسکا خاباروفسک اشاره کرد.